# Allata costalis
Allata costalis är en fjärilsart som beskrevs av Moore 1879. Allata costalis ingår i släktet Allata och familjen tandspinnare. Inga underarter finns listade i Catalogue of Life.